# Juniperus tibetica
Juniperus tibetica (яловець тибетський) — вид хвойних рослин родини кипарисових.

## Поширення, екологія
Країни проживання: Китай (Ганьсу, Цинхай, Сичуань, Тибет). Є одним з видів, який формує гаї або невеликі ліси на великих висотах, часто разом з Juniperus convallium. Висотний діапазон 2600–4780(4900) м над рівнем моря. У цих лісах часто пасуть худобу (яки) і вони деградовані. При більш низьких висотах може рости на галявинах лісів з Picea, як правило, на пд. схилах; на межі дерева, він може бути єдиним видом. Росте на кам'янистих схилах і гірських хребтах, а також старих гравійних терасах, на кам'янистих ґрунтах кременистих а також вапняних. Клімат, в основному, континентальний з крайнощами сонячного випромінювання і морозу.

## Морфологія
Це дерево до 30 м, рідше чагарники, однодомні, рідше дводомні. Листки як лускоподібні так і голчасті; голчасті листки зазвичай присутні на розсаді й молодих рослинах, ростуть по 3, 4–8 мм; лускоподібні листки ростуть по 2, іноді 3, яйцювато-ромбічні, тупі, 1–3 мм. Пилкові шишки майже кулясті, близько 2 мм в діаметрі; мікроспорофіл 6–8, кожна з 2 або 3 пилковими мішками. Шишки стоячі, коричневі, чорні, або пурпурно-чорний при дозріванні, яйцюваті або майже кулясті, 0,9–1,6 × 0,7–1,3 см, з 1 насіниною. Насіння яйцеподібне, рідше обернено-яйцювате або кулясте, 7–11 × 6–8 мм, з глибокими смоляними канавами.

## Використання
Цей вид є важливим джерелом деревини для місцевих жителів, які використовують його на дрова і в обмеженому масштабі для інших цілей, таких як ладан в буддійських ритуалах. Підвищений тиск на населення J. tibetica в останні десятиліття призвів до браку ресурсу, що оновлюється тільки дуже повільно. Вид рідкісний у вирощуванні.

## Загрози та охорона
Значний тиск використання корінними народами (дрова, зокрема), і від випасу домашніх тварин, ймовірно, збільшиться і буде мати негативний вплив на регенерацію і, можливо, його довгострокове виживання в багатьох районах. Небагато дерев знаходяться під охороною, де ростуть на священних (буддійських) місцях.